# ДАФ
DAF пренасочва насам.  За историческия германски профсъюз вижте Германски трудов фронт.
ДАФ (на нидерландски: DAF) е нидерландско предприятие за производство на камиони със седалище в Айндховен, част от американската група „Паккар“.
Основано е през 1928 година и се разраства бързо след Втората световна война като производител на камиони, военна техника, автобуси и леки автомобили. В началото на 90-те години на XX век изпада в тежко финансово състояние и през 1996 година става част от „Паккар“. Към 2024 година ДАФ е един от основните производители на товарни автомобили в Европа с произведени около 48 хиляди броя, около 8800 служители и заводи в Нидерландия, Белгия, Великобритания, Бразилия, Австралия и Тайван.